# Dobrič (Polzela, Slovenija)
Dobrič je naselje u slovenskoj Općini Polzela. Dobrič se nalazi u pokrajini Štajerskoj i statističkoj regiji Savinjskoj.

## Stanovništvo
Prema popisu stanovništva iz 2018. godine naselje je imalo 199 stanovnika.